# Sibirocyba
Sibirocyba incerta es una especie de araña araneomorfa de la familia Linyphiidae. Es el único miembro del género monotípico Sibirocyba.

## Distribución
Se encuentra en Rusia sub-ártica y Suecia.